# Ministério da Agricultura e do Mar
O Ministério da Agricultura e do Mar foi um departamento do Governo de Portugal, responsável pela gestão dos assuntos respeitantes à agricultura e ao mar. Resultou, em 2013, do desmantelamento do Ministério da Agricultura, do Mar, do Ambiente e do Ordenamento do Território.
Foi composto pela Ministra Assunção Cristas, que era coadjuvada por 3 Secretários de Estado:
- Secretário de Estado Adjunto e da Agricultura: José Diogo Albuquerque
- Secretário de Estado do Mar: Pedro do Ó Ramos
- Secretário de Estado da Alimentação e Investigação Agroalimentar: Nuno Vieira e Brito